# Újjáépítési Minisztérium
Az Újjáépítési Minisztérium Magyarország egykori minisztériuma volt. Közvetlenül a második világháború után, 1945 és 1946 között állt fenn. Élén az újjáépítési miniszter állt. Jogutódja az Építés- és Közmunkaügyi Minisztérium lett. 

## Feladatköre
Feladatkörébe tartozott az ország gazdasági újjáépítésének megszervezése, a munkanélküliség leküzdésének irányítása és a közmunkaügy. 

## Vezetői
- Nagy Ferenc miniszter (1945. május 11. – 1945. november 15.)
- Antall József miniszter (1945. november 16. – 1946. július 20.)
- Mistéth Endre miniszter (1946. július 21. – 1946. október 12.)

## Megszűnése
A minisztérium feladatkörét az 1946. évi XXIV. törvénnyel rendezték át. A jogszabály előírta, hogy az Országos Építésügyi Kormánybiztos állását tehát meg kell szüntetni és feladatkörének, valamint az építésügyek, továbbá az állami középítkezések tekintetében eddig a különböző tárcák közt megoszló ügykörnek, végül a közmunka- és munkaerő-gazdálkodási ügyeknek egységes ellátása végett az újjáépítési minisztériumot át kell szervezni építés- és munkaügyi minisztériummá. Az újjáépítési miniszternek a 2660/1945. M. E. számú rendeletben megszabott hatásköre közigazgatásunk mai rendszerének már amúgy sem felel meg, mert egyfelől a különböző tárcák gazdasági működésének összhangba hozatalát a 12.090/1945. M. E. számú rendelet alapján ma már a Gazdasági Főtanács látja el, másfelől a hatáskörébe tartozó építési- és közmunkaügyeknek az újjáépítés időleges feladatán lényegesen túlmenő, intézményes kiépítése egyre érezhetőbb és immár elodázhatatlan követelménnyé vált.